# Associazione Calcistica Perugia Calcio
O Perugia Calcio é um clube de futebol italiano da cidade de Perugia, Umbria. As cores do time são o branco e o vermelho.
O clube foi fundado em 1905. Ao longo da história, as principais conquistas do clube foram a Copa Intertoto de 2003 e o Campeonato Italiano da Série B na temporada de 1974/75.
O clube jogou 13 vezes na Serie A; sua melhor colocação foi o vice-campeonato na temporada 1978–79, de forma invicta, tornando-se o primeiro time no formato de pontos corridos a terminar a temporada da Serie A sem derrotas; fez duas aparições na Copa da UEFA. Durante sua passagem pela Serie A sob o comando do presidente do clube Luciano Gaucci, por volta do final do século, o Perugia teve algumas vitórias surpreendentes em casa, principalmente contra a Juventus no último rodada de 2000, o que levou seus adversários a perderem o título.
Os jogadores do clube são apelidados de "biancorossi" (vermelhos e brancos) devido às cores históricas de seus uniformes, que incluem camisas e meias vermelhas acompanhadas de shorts brancos, e de "grifoni" (grifos), inspirados no símbolo heráldico da cidade. Eles jogam suas partidas em casa no Estádio Renato Curi, com capacidade para 28.000 pessoas. Na temporada 1979–80, tornaram-se o primeiro time de futebol italiano a exibir um patrocínio na camisa.
O seu maior rival é o Ternana Calcio, clube que também é da região Úmbria, porém sediado na província de Terni. Os dois clubes fazem o clássico chamado Dérbi da Úmbria (derby dell'Umbria, em italiano), também conhecido como o "clássico proletário".

## Títulos
| Continentais | Continentais   | Continentais | Continentais |
|              | Competição     | Títulos      | Temporadas   |
| ------------ | -------------- | ------------ | ------------ |
|              | Copa Intertoto | 1            | 2003         |

| Nacionais | Nacionais                                | Nacionais | Nacionais  |
|           | Competição                               | Títulos   | Temporadas |
| --------- | ---------------------------------------- | --------- | ---------- |
|           | Campeonato Italiano de Futebol - Série B | 1         | 1974/1975  |